# Theo Schetters (voetballer)
Matheus Jacobus (Theo) Schetters (Amsterdam, 21 april 1896 — aldaar, 7 december 1973) was een Nederlands voetballer.
Schetters voetbalde bij AFC Ajax tussen 1923 en 1933. Hij speelde als linkermiddenvelder of als verdediger. Met Ajax werd hij eenmaal landskampioen in 1931. Schetters speelde samen met bekende spelers zoals topschutter Piet van Reenen, Jan Schubert en Wim Volkers. Schetters werd eenmaal geselecteerd voor het Nederlands elftal. Hij maakte deel uit van het oranje dat op 18 april 1927 Tsjecho-Slowakije versloeg met 8-1.